# Kraftwerk Rheinau
Das Kraftwerk Rheinau ist ein Laufwasserkraftwerk (Spezialform Ausleitungskraftwerk) am Rhein (Kilometer 55,27) bei Rheinau. Der Hochrhein bildet hier die Grenze zwischen Deutschland und der Schweiz.

## Kraftwerk
Das Kraftwerk nutzt den Höhenunterschied der Rheinschleife bei Rheinau und einen Aufstau um 5,9 Meter, der bis zum 6,6 Kilometer flussaufwärts liegenden Rheinfall wirkt. Während der natürliche Flusslauf in einer Schleife um Rheinau herumfließt, wird das Wasser südlich von Rheinau an einer Wehranlage mit vier 25,5 Meter breiten Öffnungen, die für ein maximales Hochwasser von 1250 m³/s ausgelegt ist, abgezweigt. Es durchläuft das Kraftwerk mit seinen zwei Kaplanturbinen und danach zwei 370 Meter lange Freispiegelstollen, die eine Wassermenge von je 200 m³/s ableiten können. Am Ende der Stollen gelangt es zurück in den Rhein. Der Höhenunterschied beträgt je nach Wasserführung zwischen 7,86 und 12,52 Meter. Der Weg verkürzt sich damit für diesen Teil des Wassers von etwa 4,4 Kilometer auf rund 400 Meter. Der Fluss bildet hier die Grenze zwischen Deutschland und der Schweiz, das Kraftwerksgebäude und die Stollen liegen aber alle auf Schweizer Gebiet. Die Betreiber des Kraftwerks sind zu gleichen Teilen die Axpo AG und EnBW.
Über die 5,0 Meter breiten und im Achsabstand von 30,5 Metern angeordneten Wehrpfeiler spannt sich eine etwa 117 Meter lange und im Grundriss gekrümmte Wehrbrücke. Das 4,0 Meter breite Bauwerk weist beidseitig unten angeordnete Stahlvollwandträger auf und dient sowohl dem Betrieb und Unterhalt der Wehranlage als auch als Grenzübergang für Wanderer.

## Geschichte
1929 schlossen die Republik Baden und die Schweiz einen Vertrag betreffend den Ausbau des Rheins von Basel bis zum Bodensee zu einer Wasserstraße zu erstreben. Teil dieser Pläne war ein Kraftwerk bei Rheinau. 1931 wurden in den betroffenen Gemeinden die Konzessionsgesuche für den Bau des Kraftwerks Rheinau zusammen mit der Projektvorlage veröffentlicht, es gab 46 Einsprachen. Es folgten Ergänzungsvorlagen und 1937 die Vernehmlassung. Nach der abschließenden Projektvorlage des Sommers 1942 erhielten schließlich am 22. Dezember 1944 die Nordostschweizerische Kraftwerke AG, die Aluminiumwerke Chippis und die Siemens-Schuckert Werke AG die Konzession zum Bau des Kraftwerks. Die Inkraftsetzung der Konzession war am 1. Februar 1948. Nach einer am 27. Januar 1951 durch den Regierungsrat des Kantons Zürich genehmigten Abänderungsvorlage, in der das Maschinenhaus vom Stollenauslauf zum Stolleneinlauf verlegt worden war, wurde das Kraftwerk von 1952 bis 1957 gebaut.

## Widerstand

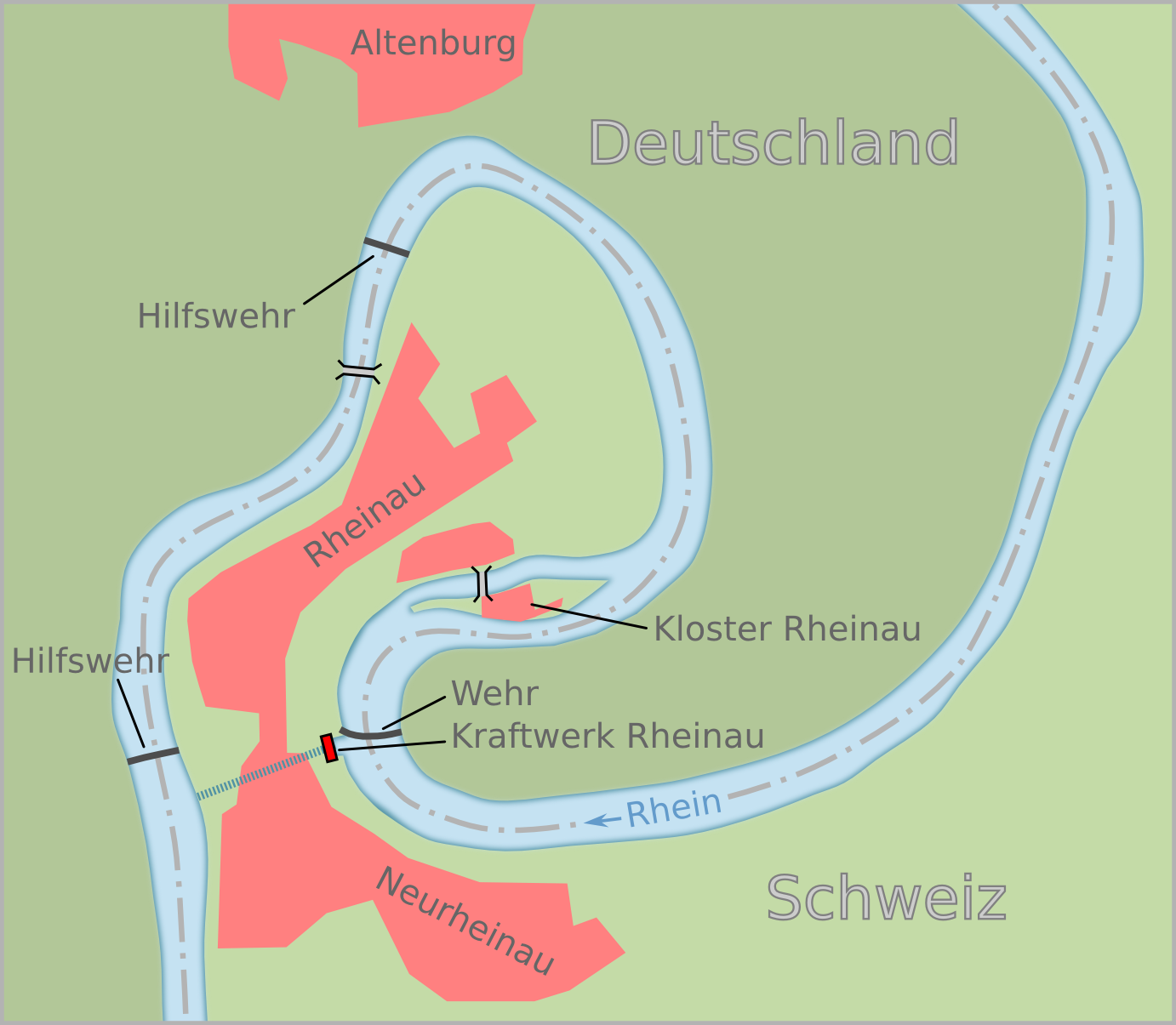
Umgebungskarte des Kraftwerks

Im Zuge der Ausführungsplanungen formierte sich Anfang der 1950er Jahre erheblicher Widerstand gegen das Bauvorhaben. Dieser richtete sich gegen den Aufstau des Rheins zwischen Rheinfall und Kraftwerk und die damit verbundene Veränderung der Landschaft. 150'000 Unterschriften und Demonstrationen konnten den Bau aber nicht verhindern. Am 26. Dezember 1951 bestätigte der Bundesrat, als Antwort auf eine Interpellation von Alois Grendelmeier, an der am 22. Dezember 1944 erteilten Konzession festzuhalten.
Am 23. Februar 1953 reichten die Rheinaugegner mit knapp 60'000 Unterschriften eine eidgenössische Volksinitiative zum Schutz der Stromlandschaft Rheinfall-Rheinau in Bern ein. Die sah eine Ergänzung des Wasserrechtsartikels (24bis, Absatz 2) der schweizerischen Bundesverfassung vor und zusätzlich eine Übergangsbestimmung zur Annullierung der Konzession für das Kraftwerk Rheinau. Bei der Volksabstimmung vom 5. Dezember 1954 über das Volksbegehren zum Schutze der Stromlandschaft Rheinfall-Rheinau sprachen sich in der Schweiz aber nur 31,2 Prozent der Stimmberechtigten, bei einer Wahlbeteiligung von 51,9 Prozent, für den Schutz der Stromlandschaft aus.  Der aus der Bewegung hervorgegangene Rheinaubund ist heute noch aktiv.
Zusammenfassend schrieb Leopold Döbele 1961 im Rahmen eines Beitrags über die Hochrhein-Kraftwerke in der Zeitschrift Badische Heimat:

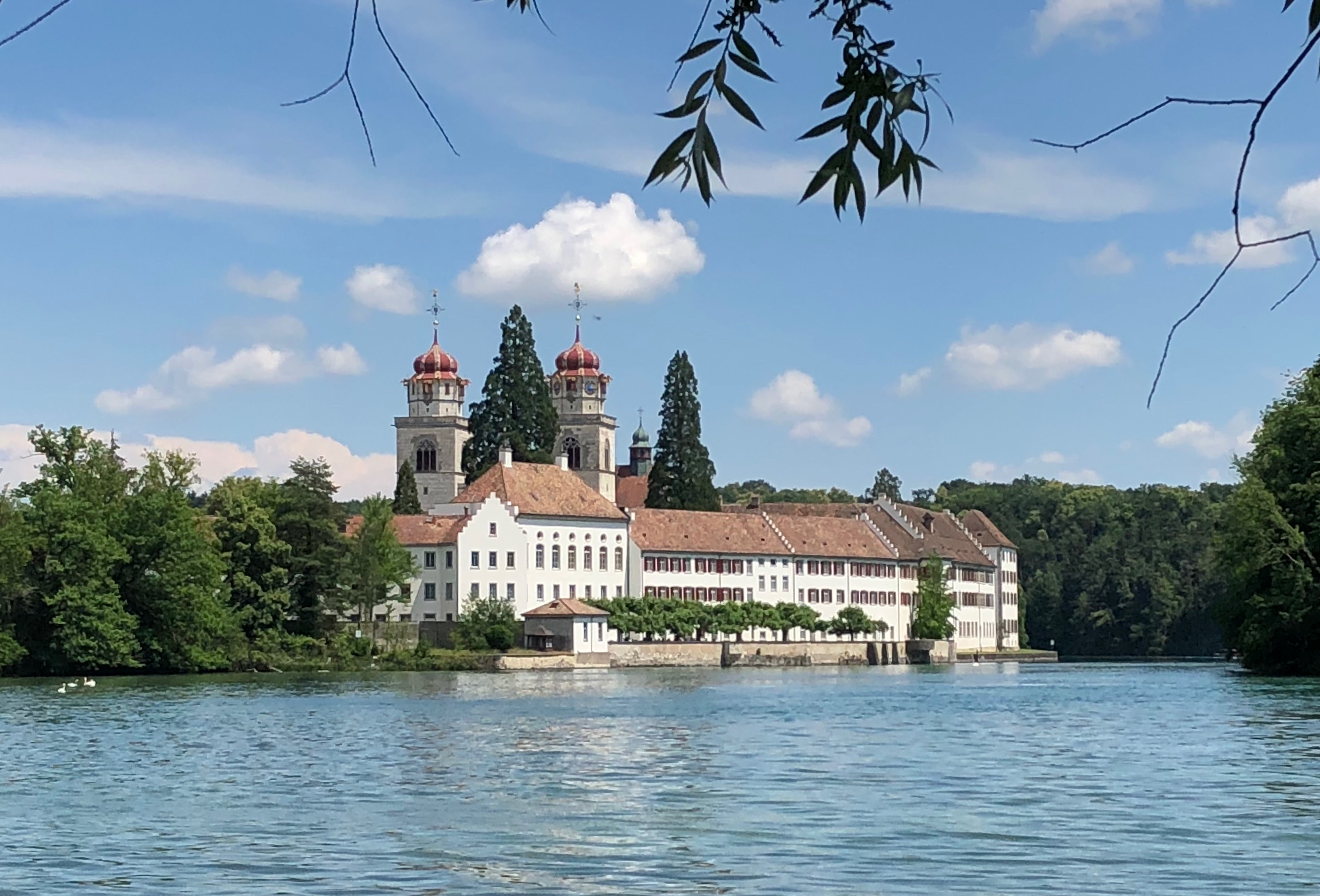
Kloster und Kirche 2018

„Als der Bau des Kraftwerkes Rheinau zur Erörterung stand, griffen die Kräfte der Neuzeit auch nach dem Rheinfall. Im Widerspruch zur Regierung — hat damals das Volk des Kantons Schaffhausen sich in erfreulicher Geschlossenheit für die Belange seines Stromes eingesetzt und jene Bestrebungen einhellig zurückgewiesen. Das Kraftwerk Rheinau wurde zwar erstellt und der Stromlauf oberhalb des Kraftwerkes verlor viel von seiner ursprünglichen Kraft und Schönheit, doch der Rheinfall als solcher wurde nicht beeinträchtigt. An den Türmen der altehrwürdigen Klosterkirche Rheinau zieht heute der Strom nicht mehr vorbei, sondern wird schon zuvor in einem Tunnel kurzweg seinem Kraftwerk zugeleitet, während seine alten Flußläufe um die Rheinau-Klosterinsel zum Schein durch Wehren unter Wasser gehalten werden.“

## Ökologie
Der Flusslauf zwischen Aus- und Wiedereinleitung des Wassers erhält nur noch einen Bruchteil der ursprünglichen Wassermenge. Um die Restwassermenge auf das Niveau vor dem Kraftwerksbau aufstauen zu können, wurden zwei Hilfswehre errichtet. Dies geschah unter anderem aus Gründen des Landschaftsschutzes. Zum Beispiel sollte die Klosterinsel Rheinau als Insel erhalten bleiben. Bei einem zu starken Absenken des Wasserspiegels würde der Flussarm Chly Rhy nördlich der Insel trockenfallen. Das erste Hilfswehr liegt nördlich von Rheinau, das zweite kurz vor der Einmündung der Kraftwerksstollen.
Um die Flussschleife ökologisch aufzuwerten, wird diskutiert, die Mindestwassermenge von 5 m³/s, die in die Schleife gelangt, zu erhöhen und damit auch die Fließgeschwindigkeit. Um dies zu unterstützen, sollen die beiden Hilfswehre teilweise bzw. ganz abgesenkt werden. Letzteres würde Zusatzmaßnahmen erfordern, um die Klosterinsel Rheinau als Insel zu erhalten.
Gemäss dem Eidgenössischen Departement für Umwelt, Verkehr, Energie und Kommunikation soll die Restwassermenge nun durch die ohnehin anstehende Konzessionserneuerung angepasst werden. Die derzeitige Konzession wurde für 80 Jahre abgeschlossen und läuft von 1956 bis 2036.